# Interzoneturnering
En interzoneturnering var fra 1949 til 1993 en turnering på vej til kampen om verdensmesterskabet i skak. Verdensskakforbundet FIDE indførte efter 2. verdenskrig en treårig VM-cyklus, hvor der blev afholdt zoneturneringer, som kvalificerede til interzoneturneringer, som igen kvalificerede til en kandidatturnering, hvis sejrherre vandt retten til at udfordre verdensmesteren.
Fra 1949 til 1970 blev der kun afholdt én interzoneturnering pr. VM-cyklus. Men i starten af 1970'erne var antallet af stærke spillere så højt, at det var praktisk umuligt at spille alle-mod-alle, så man valgte at gå over til to interzoneturneringer fra og med 1973. I 1982 var tallet øget til tre. Til sidst opgav man alle-mod-alle-turneringerne, som blev erstattet af én stor turnering efter Schweitzer systemet i 1990 og 1993, hvor den sidste interzoneturnering blev spillet. Da VM-titlen i 1993 var blevet splittet mellem FIDEs titel og den "klassiske" VM-titel, som Professional Chess Association på dette tidspunkt stod for, afholdt også PCA en interzoneturnering samme år.